# Montselgues
 Montselgues  es una comuna (municipio) de Francia, en la región de Ródano-Alpes, departamento de Ardèche, en el distrito de Largentière y cantón de Valgorge.
Su población en el censo de 1999 era de 76 habitantes.
Está integrada en la Communauté de communes Cévennes Vivaroises.

## Demografía
| 124 | 113 | 73 | 80 | 69 | 76 |
| Para los censos de 1962 a 1999 la población legal corresponde a la población sin duplicidades (Fuente: INSEE [Consultar]) |     |    |    |    |    |